# Moloch horridus
El diablo espinoso, moloch o móloc (Moloch horridus) es una especie de lagarto de la familia Agamidae que puebla los parajes desérticos y semidesérticos de una buena parte de Australia. Es el único representante del género Moloch.

## Etimología
El nombre que recibe este lagarto refleja su apariencia: las dos grandes púas en su cabeza dan la ilusión de un dragón o un demonio. El nombre Moloch , dentro del cual se arrojaba a las víctimas. Modernamente, esta descripción ha sido relacionada con los relatos de autores clásicos acerca de sacrificios de niños realizados en Cartago como parte del culto de Baal Hammón.

## Descripción
Es un lagarto capaz de beber a través de su piel. Cuando llueve, o simplemente hay humedad en el ambiente, el agua que cae o se condensa sobre la piel de este lagarto conducida por capilaridad hasta su boca. Es capaz de introducir las patas en un charco y transportar agua a su boca a través de su cuerpo. También son capaces de cambiar de color para camuflarse. Mide unos 20 cm de largo, y se alimentan de una amplia variedad de hormigas usando su lengua al igual que el oso hormiguero. Cuando es atacado, mete la cabeza entre sus patas mostrando una falsa cabeza con pinchos que los hace intragables. Ponen entre 3 y 10 huevos, que eclosionan entre 3 y 4 meses después. Pueden vivir 20 años. A pesar de su aspecto, es totalmente inofensivo. Se encuentran en Australia central y occidental en los desiertos y terrenos con poca vegetación. Si se adapta a zonas urbanas suele romper las baldosas de las ciudades. 